# Haci Sen
Haci Sen (19 augustus 1975) is een voormalig Nederlands voetballer die in seizoen 1995/1996 speelde voor FC Twente.

## Carrière
In de zomer van 1995 verruilde Sen PH Almelo voor FC Twente. Hij debuteerde in de KNVB beker-wedstrijd op 13 augustus tegen FC Zwolle. Hij speelde de gehele wedstrijd die met 5-1 gewonnen werd. Zijn tweede en laatste duel voor de Tukkers was de competitiewedstrijd tegen Sparta. Hij viel in de 87e minuut in voor Jeroen Heubach. De wedstrijd eindigde in 4-2 voor de Rotterdammers.
In het amateurvoetbal was Sen nog actief voor onder andere Rietvogels en DVO'71.